# Paolo (comes)
Paolo (in latino Paulus; probabilmente Gallia, prima metà del V secolo – Angers, 464?) è stato un generale e politico romano con il titolo di comes (comandante militare) dell'Impero romano nella Gallia settentrionale.

## Fonti
Paolo è conosciuto grazie a Gregorio di Tours, che ne racconta le gesta in un breve brano, collocato temporalmente poco dopo la Battaglia di Déols (469-471):
(Gregorio di Tours, Historiarum Francorum libri x, ii.81)
Molti storici hanno ritenuto che Paolo fosse un personaggio importante, il successore del magister militum per Gallias Egidio prima di suo figlio Siagrio, o il luogotenente di quest'ultimo sulla Loira, o persino il nuovo magister militum nominato da Riotamo e Antemio, considerando il fatto che è descritto a capo dei Romani e dei Franchi contro i Visigoti, come già avvenuto per Egidio.
È però noto che questo capitolo dell'opera di Gregorio è derivata probabilmente dalla più vecchia cronaca di Angers, gli Annales Andecaves, il quale dedicò gran parte della sua opera a colui il quale fu il suo comandante (comes): pertanto il ruolo di Paolo potrebbe essere stato sovrastimato da Gregorio e da tutta la storiografia che ne deriva. La sua guerra contro i Visigoti sembra un atto di guerriglia  operata contro le loro incursioni dopo la battaglia di Déols, più che una manovra ad ampio respiro.

## Identità dell'uccisore di Paolo
L'identità dell'uccisore di Paolo è un argomento dibattuto. Gregorio di Tours utilizza l'ablativo assoluto per raccontare la morte di Paolo, interemptoque Paulo comite — "essendo stato ucciso il comes Paolo", senza quindi dare una indicazione precisa. Alcuni storici sostengono che sia stato Childerico ad uccidere Paolo, altri propendono per Adovacre/Odoacre.
Va notato che Fredegario e il Liber Historiae Francorum, che sembrano indipendenti l'uno dall'altro e che forse utilizzarono altre fonti, indicano senza ombra di dubbio Childerico come uccisore di Paolo.